# Martín Alonso de Córdoba
Martín Alonso de Córdoba, lat. Martinus Alphonsus a Corduba nebo Martinus Alfonsi Cordubensis (kolem 1400 Córdoba (Španělsko) – 5. července 1476 Valladolid) byl augustinián, spisovatel a teolog.

## Život
Pocházel pravděpodobně z Cordoby kolem roku 1400. Studoval na generálních studiích řádu v Salamance, Zaragoze a v Toulouse, kde později taky akademicky působil.
Generální převor řádu ho v roce 1420 jmenoval lektorem Sentencií v Salamance. Od roku 1431 vyučoval teologii v Toulouse, kde v roce 1436 získal titul magistra teologie. V roce 1451 – 1453 byl vikářem konventu Řádu svatého Augustina v Salamance a od roku 1470 generálním vikářem řádu ve Valladolidu. Zemřel 5. července 1476 ve Valladolidu.

## Dílo
- Komentář knihy Genesis
- Komentář a otázky o listech svatého Pavla
- Komentář k Apokalypse
- Komentář k Aristotelovi
- El jardín de las nobles doncellas (Zahrada vznešených dívek) (1468-1469)
- De mistica et vera theologia
- Diversarum historiarum
- Compendio de Fortuna
- Ars praedicandi